# Hopen, Svalbard
Hopen är en norsk ö som utgör en del av Svalbard. Ön ligger i Barents hav 185 kilometer öst om sydspetsen på Spetsbergen. Ön är 33 km lång och 2 km bred.
Hopen saknar naturlig hamn och landstigningsfaciliteter. Den är omgiven av is mellan november och juli, och den får under denna tid besök av ett stort antal isbjörnar och polarrävar. Hopen är en viktig plats för dräktiga isbjörnhonor i Svalbards stam på ungefär 2 500 isbjörnar, som i november tar sig dit över isen, går i ide i grottor på ön och föder ungar – ofta två i en kull – i januari.
Ön namngavs 1613 av valskepparen Thomas Marmaduke från Hull efter sitt fartyg Hopewell, men kan ha upptäckts redan 1596 av  holländaren Rijp.
År 1943, under andra världskriget, byggde tyska Luftwaffe en meteorologisk station på östsidan mellan Kollerfjellet och Werenskioldfjellet på Hopen 76°30′36″N 25°0′48″Ö / 76.51000°N 25.01333°Ö som en del av Operation Zitronella. Den övertogs efter kriget av Meteorologisk Institutt och drivs sedan 1947 som Hopen Radio, bemannad med fyra personer i sexmåndaderspass. Stationen på Hopen har också betydelse för Search and Rescue-helikopterbesättningar.
Det finns inga sjöar eller vattendrag på Hopen, utan allt sötvatten kommer från smält snö eller nederbörd.
Hopen blev naturreservat i september 2003.

## Fotogalleri

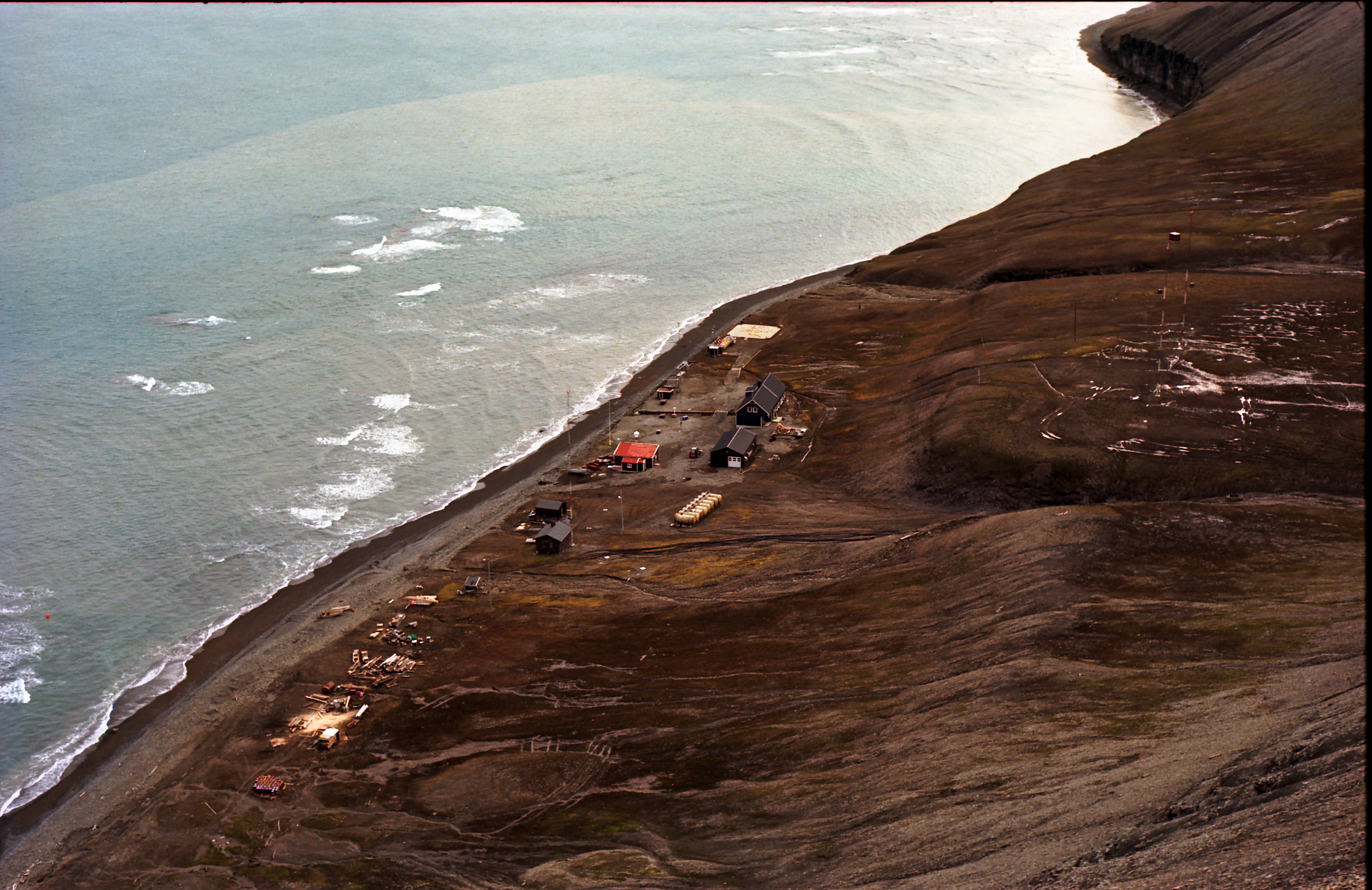
Hopens meteorologiska station, sedd från norr.
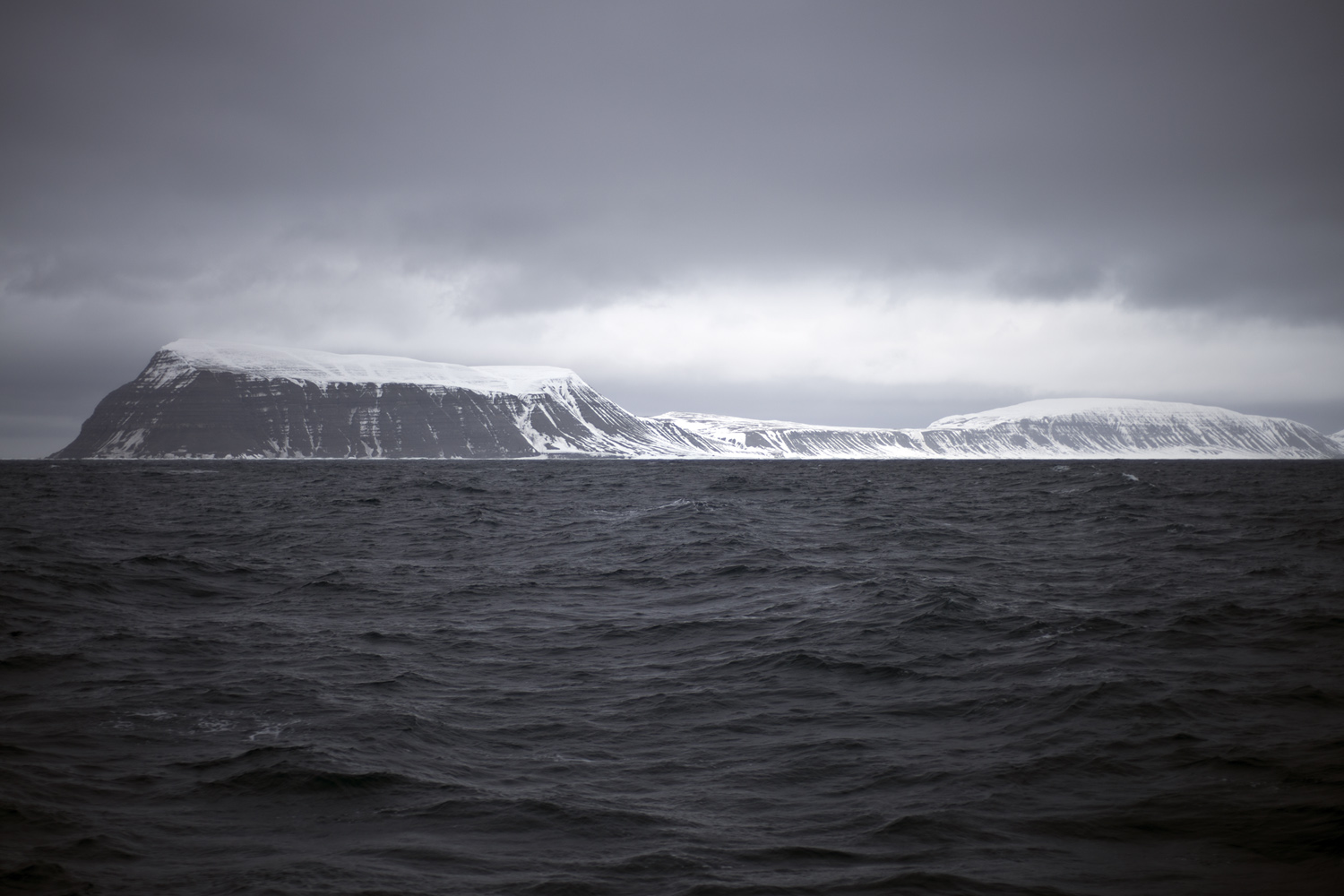
Kapp Thor på sydspetesn och Iversenfjellet med öns högsta punkt, 370 meter över havet, sedda från söder.